# Филатов, Алексей Алексеевич
Алексей Алексеевич Филатов (род. 26 марта 1965, Москва) — советский и российский военнослужащий, подполковник ФСБ, сотрудник Управления «А» Центра специального назначения ФСБ России. В отставке — писатель, автор ряда книг об управлении «А», консультант документальных фильмов, теле- и радиопередач. С 2009 года возглавляет Союз офицеров группы «Альфа»

## Воинская служба
Родился 26 марта 1965 года в семье военного. Учился в школе № 870 (Царицыно) в 1972—1982 годах, в Орловском высшем военном командном училище связи (ОВВКУС) КГБ при Совете министров СССР имени М. И. Калинина (ныне Академия ФСО России) в 1982—1986 годах. Училище окончил с отличием, получив образование инженера связи. Службу проходил в 1986—1992 годах в 15-м главном управлении КГБ СССР, в 1992—2000 годах — офицер Управления «А», ныне входящего в состав Центра специального назначения ФСБ России.
Филатов участвовал в ряде антитеррористических операций в Чеченской Республике, в том числе операции по освобождению заложников в Будённовске в июне 1995 года. В интервью газете «Аргументы и факты» в 2015 году высказал своё мнение об операции, заявив, что на месте командующего операцией не давал бы приказа идти на штурм. В интервью газете «Московский комсомолец» в июне 2020 года объяснил свою позицию тем, что о нецелесообразности проведения штурма понимали и докладывали находящиеся там министр внутренних дел Виктор Ерин, первый заместитель министра внутренних дел и начальник оперативного штаба в Будённовске Михаил Егоров и командир группы «Альфа» Александр Гусев. Однако, по словам Филатова, мнение профессионалов не имело значения при принятии решения о жизни или смерти двух тысяч человек.
В 1999 окончил Российскую государственную академию физической культуры, в 2003 году — адъюнктуру Академии ФСБ России в Москве (ранее высшая школа КГБ). Защитил кандидатскую диссертацию по психологии на тему: «Социально-психологические особенности проведения специальных операций по освобождению заложников». В отставке с 2003 года в звании подполковника.

## После отставки
С 2007 года — вице-президент Международной ассоциации ветеранов подразделения «Альфа» по вопросам информационного сопровождения, связям с общественностью и военно-патриотическому воспитанию молодежи. С 2009 года возглавляет Союз офицеров группы «Альфа», с 2010 года — шеф-редактор общественно-политической газеты «Спецназ России» и главный редактор сайта Alphagroup.ru.
Журналист, член союза журналистов. Автор книг «неВойна», «Буденновский рубеж», «Крещённые небом» и «Люди А» (переведена на английский). Автор короткометражного фильма «Обмен» (удостоен диплома жюри Российского фестиваля короткометражного кино «Короче» в Калининграде в 2019 году). Выступал консультантом по вопросам безопасности в ряде документальных фильмов: при его участии телекомпанией «РЕН-ТВ» были сняты документальные фильмы «Будённовск. Все круги ада», «Переговорщики», «Норд-Ост. 8 лет спустя». Выступил режиссёром и автором сценария документального фильма «Спецназ — оружие возмездия».
Филатов известен как один из офицеров «Альфы», исполнявших вместе с группой «Любэ» песню «По высокой траве» (музыка Игоря Матвиенко, слова Юрия Гладкевича), и песню «А зори здесь тихие-тихие» (музыка И.Матвиенко, слова М.Андреева).
Организовывал сбор и передачу гуманитарной помощи беженцев из Донецкой и Луганской областей через Российский Красный Крест.

## Взгляды
Является сторонником перевода российской армии полностью на контрактную основу и возврата курса начальной военной подготовки в школы.
В 2014 году предлагал внести поправки в Федеральный закон «О противодействии терроризму», расширяющий возможности российских спецслужб в сборе и анализе информации, а также расширить участие Интерпола для борьбы с террористическими угрозами, исходящими, по его мнению, со стороны Украины.
В 2018 году после массового убийства в Керченском политехническом колледже выступил против идеи повышения с 18 до 25 лет возраста для покупки оружия, заявив, что подобные изменения в законодательстве не защищают людей от происшествий, а внушают им успокоение и ложное чувство того, что над решением проблем якобы ведётся работа. В то же время он поддержал идею передачи детских образовательных учреждений под охрану Росгвардии с условием, что на обеспечение безопасности будет выделяться больше средств.

## Награды

### Государственные
- Медаль «За отвагу»[22] (за проявленное мужество при проведении операции в Будённовске)
- Медаль «За безупречную службу» I степени[22]
- Медаль «За безупречную службу» II степени[22]
- Медаль «За безупречную службу» III степени[22]
- Юбилейная медаль «70 лет Вооружённых Сил СССР»[22]
- Медаль «За укрепление боевого содружества»[22]

### Иные
- Нагрудный знак «За службу на Кавказе»
- Диплом фонда имени Артёма Боровика (2012)[23]